# Moody Blue
Albums de Elvis Presley
Welcome to My World
(1977) Elvis in Concert
(1977)
Singles
1. Moody Blue
Sortie : 29 novembre 1976
2. Way Down
Sortie : 6 juin 1977

Moody Blue est le dernier album studio du vivant d'Elvis Presley, sorti le 19 juillet 1977, moins d'un mois avant sa mort.

## Enregistrement
Sur les dix titres de l'album, six sont des enregistrements réalisés en studio à Graceland en 1976, lors des mêmes sessions à l'origine de son prédécesseur From Elvis Presley Boulevard, Memphis, Tennessee : She Thinks I Still Care le 2 février, Way Down et Moody Blue le 12 février, Pleding My Love et It's Easy for You le 29 octobre et He'll Have to Go le 31 octobre.
Les quatre autres titres ont été enregistrés en concert, dont trois en avril 1977 : Unchained Melody et Little Darlin' le 24 et If You Love Me (Let Me Know) le 26. Quant à Let Me Be There, elle est issue d'un concert donné trois ans plus tôt, le 20 mars 1974. Elle était déjà parue sur l'album Elvis Recorded Live on Stage in Memphis.

## Parution
La chanson-titre Moody Blue sort en 45 tours dès le mois de novembre 1976 et se classe no 1 du Hot Country Songs : elle est le dernier numéro 1 d'Elvis de son vivant. Le deuxième single, Way Down, sort en juin 1977. La mort du chanteur le propulse en tête du classement Hot Country Songs, et il se classe également en tête des ventes au Royaume-Uni et au Canada,.
La mort d'Elvis permet également à l'album Moody Blue de se classer en tête des ventes d'albums country aux États-Unis, et en troisième position du Billboard 200. Il est certifié double disque de platine aux États-Unis.

## Titres

### Face 1
1. Unchained Melody (Alex North, Hy Zaret) – 2:32
2. If You Love Me (Let Me Know) (John Rostill) – 2:57
3. Little Darlin' (Maurice Williams) – 1:52
4. He'll Have to Go (Joe Allison, Audrey Allison) – 4:28
5. Let Me Be There (John Rostill) – 3:26

### Face 2
1. Way Down (Layng Martine, Jr.) – 2:37
2. Pledging My Love (Don Robey, Ferdinand Washington) – 2:50
3. Moody Blue (Mark James) – 2:49
4. She Thinks I Still Care (Dickey Lee, Steve Duffy) – 3:49
5. It's Easy for You (Andrew Lloyd Webber, Tim Rice) – 3:26